# Phương trình Adams–Williamson
Phương trình Adams–Williamson, được đặt theo tên của L. H. Adams và E. D. Williamson, diễn tả mối quan hệ giữa sóng địa chấn và khối lượng riêng của lòng đất. Với khối lượng riêng trung bình của các loại đá trên bề mặt Trái Đất và sự diễn tả tốc độ sóng P và sóng S theo hàm của độ sâu, sự thay đổi của khối lượng riêng so với độ sâu có thể được dự đoán. Nó cho sự nén là đoạn nhiệt và Trái Đất là hình cầu đối xứng, đồng nhất, và cân bằng thủy tĩnh. Nó cũng có thể được áp dụng cho vỏ hình cầu có cùng tính chất. Nó là một phần quan trọng của các mô hình Trái Đất ví dụ như Mô hình Trái Đất sơ bộ (PREM).

## Lịch sử
Williamson và Adams phát triển lý thuyết này lần đầu vào năm 1923. Họ kết luận rằng: "Do đó, không thể giải thích khối lượng riêng cao của Trái Đất chỉ dựa trên độ nén. Phần trong Trái Dất không thể chỉ bao gồm đá bình thường bị nén nhỏ; do đó chúng ta phải dựa vào các lựa chọn hợp lý khác, cụ thể là, sự hiện diện của một loại chất liệu nặng hơn, có lẽ là kim loại, trong đó, để phán xét từ sự phong phú của lớp vỏ của Trái Đất, trong các thiên thạch và Mặt Trời, có lẽ đó là sắt."

## Lý thuyết
Hai loại sóng khối địa chấn là sóng nén (sóng P) và sóng ngang (sóng S). Cả hai đều có tốc độ được xác định bởi tính đàn hồi của môi trường chúng đi qua, cụ thể là mô đun khối K, mô đun cắt μ, và khối lượng riêng ρ. Theo các tham số này, tốc độ sóng P (vp) và tốc độ sóng S (vs) là
{\displaystyle {\begin{aligned}v_{p}&={\sqrt {\frac {K+(4/3)\mu }{\rho }}}\\v_{s}&={\sqrt {\frac {\mu }{\rho }}}.\end{aligned}}}
Hai tốc độ này có thể được kết hợp trong một tham số địa chấn

| {\displaystyle \Phi =v_{p}^{2}-{\frac {4}{3}}v_{s}^{2}={\frac {K}{\rho }}.} | \| \| \| \| \| \| \| \| | (1) |
|                                                                             |                         |     |
|                                                                             |                         |     |
Theo định nghĩa của mô đun khối,
{\displaystyle K=-V{\frac {dP}{dV}},}
bằng với

| {\displaystyle K=\rho {\frac {dP}{d\rho }}.} | \| \| \| \| \| \| \| \| | (2) |
|                                              |                         |     |
|                                              |                         |     |
Giả sử một vùng ở khoảng cách r từ trung tâm Trái Đất có thể được coi là một chất lỏng trong trạng thái cân bằng thủy tĩnh, nó chịu tác động của lực hấp dẫn từ một phần của Trái Đất mà là bên dưới nó và áp lực từ phía trên nó. Giả sử rằng nén là đoạn nhiệt (mở rộng quá nhiệt không góp phần vào biến mật độ). Áp suất P (r) khác nhau với r là

| {\displaystyle {\frac {dP}{dr}}=-\rho (r)g(r),} | \| \| \| \| \| \| \| \| | (3) |
|                                                 |                         |     |
|                                                 |                         |     |
với g(r) là gia tốc trọng trường ở bán kính r.
Nếu các phương trình 1,2 và 3 được kết hợp, ta có phương trình Adams–Williamson:
{\displaystyle {\frac {d\rho }{dr}}=-{\frac {\rho (r)g(r)}{\Phi (r)}}.}
Phương trình này có thể được tích phân để có:
{\displaystyle \ln \left({\frac {\rho }{\rho _{0}}}\right)=-\int _{r_{0}}^{r}{\frac {g(r)}{\Phi (r)}}dr,}
với r0 là bán kính ở bề mặt Trái Đất và ρ0 là khối lượng riêng ở bề mặt Trái Đất. Với ρ0 và tốc độ sóng P và sóng S, khối lượng riêng có thể được xác định.